# Монгольское завоевание Китая
Монгольское завоевание Китая — покорение монголами китайских государств, происходившее в XIII веке.

## Завоевание

### Северный Китай
Начало первого этапа завоевания можно датировать 1209 годом. В 1211 году монгольские войска во главе с Чингисханом выступили против чжурчжэньского государства Цзинь (занимавшем земли северной части современного Китая), которое не смогло противостоять монголам. К 1215 году государство почти полностью было завоёвано, был взят Яньцзин.

### Второй этап
В 1226 году Чингисхан начинает поход против Тангутского государства Си Ся, в 1227 году оно полностью уничтожено. В обратном пути Чингисхан умер. После него правителем стал Угэдэй, который в 1231 совместно с Толуем повёл войска на империю Цзинь. Заключив против неё временный союз с Южной Сун, к 1234 году они совместно добиваются разгрома государства Цзинь.

### Третий этап
В 1235 году начинается война монголов с империей Сун. Поначалу активные военные действия в сороковых годах снизились. В этом регионе монголы сконцентрировались на войне с другими государствами (монгольское завоевание государства Дали, монгольские вторжения во Вьетнам). В 1258 году предпринимается новая атака на Сун, но китайцы оказали упорное сопротивление, а к тому же смерть монгольского командующего Мункэ вынудила их уйти.

### Четвёртый этап
Хан Хубилай начал поход в 1267 году, осадил города Сянъян и Фаньчэн, взятые в 1273 году. После чего наступление продолжилось. 19 марта 1275 года в решающем сражении у Динцзячжоу была разбита китайская армия, после чего монголы с лёгкостью продолжили захватывать территории. В 1276 году они взяли столицу Линьань и императора в плен. В 1279 году монголы разбили последние силы сопротивления в битве у Яшань, таким образом, закончив завоевание Китая.